# Aeschynomene ruspoliana
Aeschynomene ruspoliana är en ärtväxtart som beskrevs av Hermann August Theodor Harms. Aeschynomene ruspoliana ingår i släktet Aeschynomene och familjen ärtväxter. IUCN kategoriserar arten globalt som akut hotad. Inga underarter finns listade i Catalogue of Life.